# Flughafen Guadalajara

i8
i11
i13
Der Flughafen Guadalajara (spanisch Aeropuerto Internacional de Guadalajara, IATA-Code: GDL, ICAO-Code: MMGL) ist ein internationaler Flughafen bei der Millionenstadt Guadalajara im Bundesstaat Jalisco im Westen Mexikos. Er ist einer der größten Flughäfen Mexikos.

## Lage
Der Flughafen Guadalajara liegt etwa 450 km (Luftlinie) nordwestlich von Mexiko-Stadt in einer Höhe von ca. 1530 m.

## Flugverbindungen
Es werden Flüge in nahezu alle mexikanischen Großstädte angeboten, vorrangig jedoch nach Mexiko-Stadt und Tijuana; aber auch zahlreiche Zielorte in den USA werden angeflogen.

## Passagierzahlen
Im Jahr 2019 wurden erstmals mehr als 14,5 Millionen Passagiere abgefertigt. Danach erfolgte ein deutlicher Rückgang wegen der COVID-19-Pandemie.

## Zwischenfälle
- Am 2. Juni 1958 wurde eine Lockheed L-749A Constellation der Aeronaves de México (Luftfahrzeugkennzeichen XA-MEV) kurz nach dem Start vom Flughafen Guadalajara gegen einen Berg geflogen. Bei diesem CFIT (Controlled flight into terrain) wurden alle 45 Insassen getötet, 7 Besatzungsmitglieder und 38 Passagiere.[4]